# Sean Biggerstaff
Sean Biggerstaff, född 15 mars 1983 i Glasgow, är en skotsk skådespelare. Främst känd som sin roll som Oliver Wood i Harry Potter filmerna. Wood är vaktare i Gryffindors Quidditch lag.
Biggerstaff växte upp i Maryhill i Glasgow, han gick med i den lokala teatergruppen "Maryhill Youth Theatre" när han var sju år gammal. Vid tio års ålder spelade han i MacBeth och vid tretton års ålder fick han sin första stora roll i The Crow Road där han spelade Darren. 
Hans stora genombrott kom dock då skådespelaren Alan Rickman gav honom en roll i sin film The Winter Guest. Rickman hade sett Biggerstaff i MacBeth några år tidigare och hade varit väldigt imponerad. Rickman rekommenderade även Biggerstaff att söka upp agenturen International Creative Management, som han själv tillhörde. Detta ledde i sin tur till att han gjorde audition för Harry Potter och de vises sten och att han fick rollen som Oliver Wood. 
Sedan dess har han även spelat i miniserien Charles II - the Power & the Passion, Matt i världspremiären av pjäsen The girl with red hair och han gjorde även huvudrollen i kortfilmen Cashback som även gjordes till långfilm 2006. 
2007 spelade Biggerstaff även i TV-filmen Consenting Adults som nominerades till BAFTA Scotlands Best Drama Award. Biggerstaff vann priset för bästa TV-skådespelare. 
Han är även med i den kommande filmen Hippie, Hippie Shake. 

## Filmografi (urval)
- 2016 – Whisky Galore!
- 2009 – X on a map
- 2009 – Marple: Why Didn't They Ask Evans?
- 2007 – Consenting Adults
- 2006 – Cashback
- 2004 – Cashback
- 2002 – Harry Potter och Hemligheternas kammare
- 2001 – Harry Potter och de vises sten
- 2001 – The winter guest